# Pale lager
 A pale lager é uma cerveja lager de cor muito pálida a dourada, com corpo atenuado e um grau variável de amargor de lúpulo nobre.
O processo de fabricação dessa cerveja foi desenvolvido em meados do século XIX, quando Gabriel Sedlmayr levou as técnicas britânicas de fabricação de cerveja pale ale e de malte para a Cervejaria Spaten, na Alemanha, e as aplicou aos métodos de lagering (maturação em baixa temperatura) existentes. O resultado foi uma cerveja mais estável e consistente, mas ainda escura. Essa técnica foi aplicada por Josef Groll, o famoso mestre cervejeiro bávaro, na cidade de Pilsen, na Boêmia, atual República Tcheca, usando grãos menos torrados, resultando na primeira pale lager, Pilsner Urquell, em 1842.
As cervejas pilsen resultantes - de cor amarela clara ou dourada e estáveis - se espalharam gradualmente pelo mundo para se tornarem a forma mais comum de cerveja consumida no mundo atualmente.

## História
No século XVI, os cervejeiros bávaros eram obrigados por lei a fabricar cerveja apenas durante os meses mais frescos do ano. Para ter cerveja disponível durante os meses quentes de verão, as cervejas eram maturadas ("lagered") em cavernas e porões de pedra, muitas vezes sob blocos de gelo.
No período de 1820 a 1830, um cervejeiro chamado Gabriel Sedlmayr II, cuja família administrava a Cervejaria Spaten na Baviera, viajou pela Europa para aprimorar suas habilidades de fabricação de cerveja. Quando ele retornou, ele usou o que havia aprendido para obter uma cerveja tipo lager mais estável e consistente. A cerveja lager bávara ainda era diferente da moderna e amplamente conhecida lager: devido ao uso de maltes escuros, era bastante escura, representando o que agora é chamado de cerveja Dunkel ou a variedade mais forte, a cerveja Bock.
A nova receita da cerveja lager aprimorada se espalhou rapidamente pela Europa. Em particular, o amigo de Sedlmayr, Anton Dreher, adotou novas técnicas de secagem que possibilitaram o uso de maltes mais claros para aprimorar a cerveja vienense em 1840–1841, criando uma cerveja estilo vienense de cor âmbar-avermelhada e rica.

## Descrição
As pale lagers tendem a ser secas, leves, de sabor limpo e nítido. Os sabores podem ser sutis, sem que nenhum ingrediente tradicional da cerveja domine os demais. O caráter do lúpulo (amargor, sabor e aroma) varia de insignificante a um amargor seco de lúpulos nobres. Os principais ingredientes são água, malte Pilsner e lúpulos nobres, embora alguns cervejeiros usem adjuntos como arroz ou milho para clarear o corpo da cerveja.
Dependendo do estilo, as pale lagers normalmente contêm de 4 a 6% de álcool por volume.

## Variações

### Pilsen

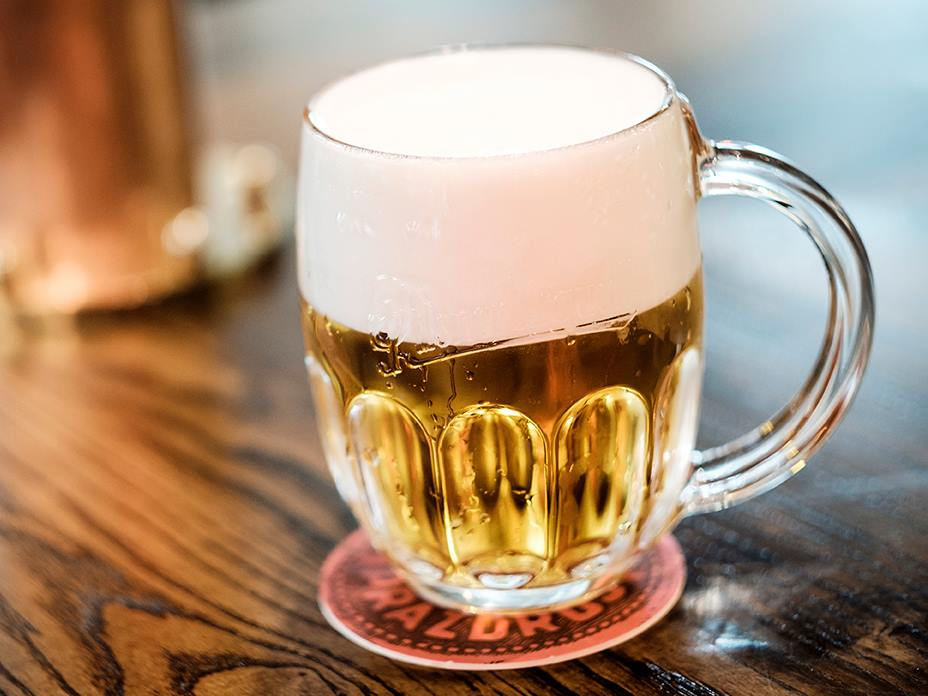
A primeira cerveja pilsen, a Pilsner Urquell, como é fabricada atualmente.

A pale lager foi desenvolvida em meados do século XIX, quando Gabriel Sedlmayr levou algumas técnicas britânicas de fabricação de pale ale para a Cervejaria Spaten, na Alemanha, e começou a modernizar os métodos de fabricação de cerveja do continente. Em 1842, uma nova e moderna cervejaria de lager, a Měšťanský pivovar, foi construída em Pilsen, uma cidade no oeste da Boêmia, no que hoje é a República Tcheca. O primeiro exemplo conhecido de uma lager dourada, a Pilsner Urquell, foi fabricada lá por Josef Groll. Essa cerveja foi tão bem-sucedida que outras cervejarias seguiram a tendência, usando o nome pilsen ("Pilsner"). Atualmente, as cervejarias usam os termos "lager" e "pilsen" de forma intercambiável, embora as lagers claras (pale lagers) da República Tcheca e da Alemanha categorizadas como pilsen tendam a ter um aroma de lúpulo nobre mais evidente e um final seco do que outras pale lagers.

### Dortmunder Export
Com o sucesso da cerveja dourada de Pilsen, a cidade de Dortmund, na Alemanha, começou a fabricar a pale lager em 1873. Como Dortmund era um importante centro cervejeiro e as cervejarias da cidade se agruparam para exportar a cerveja para fora da cidade, o nome da marca Dortmunder Export ficou conhecido. Atualmente, as cervejarias da Dinamarca, Holanda e América do Norte também fabricam pale lagers rotuladas como Dortmunder Export.

### Helles

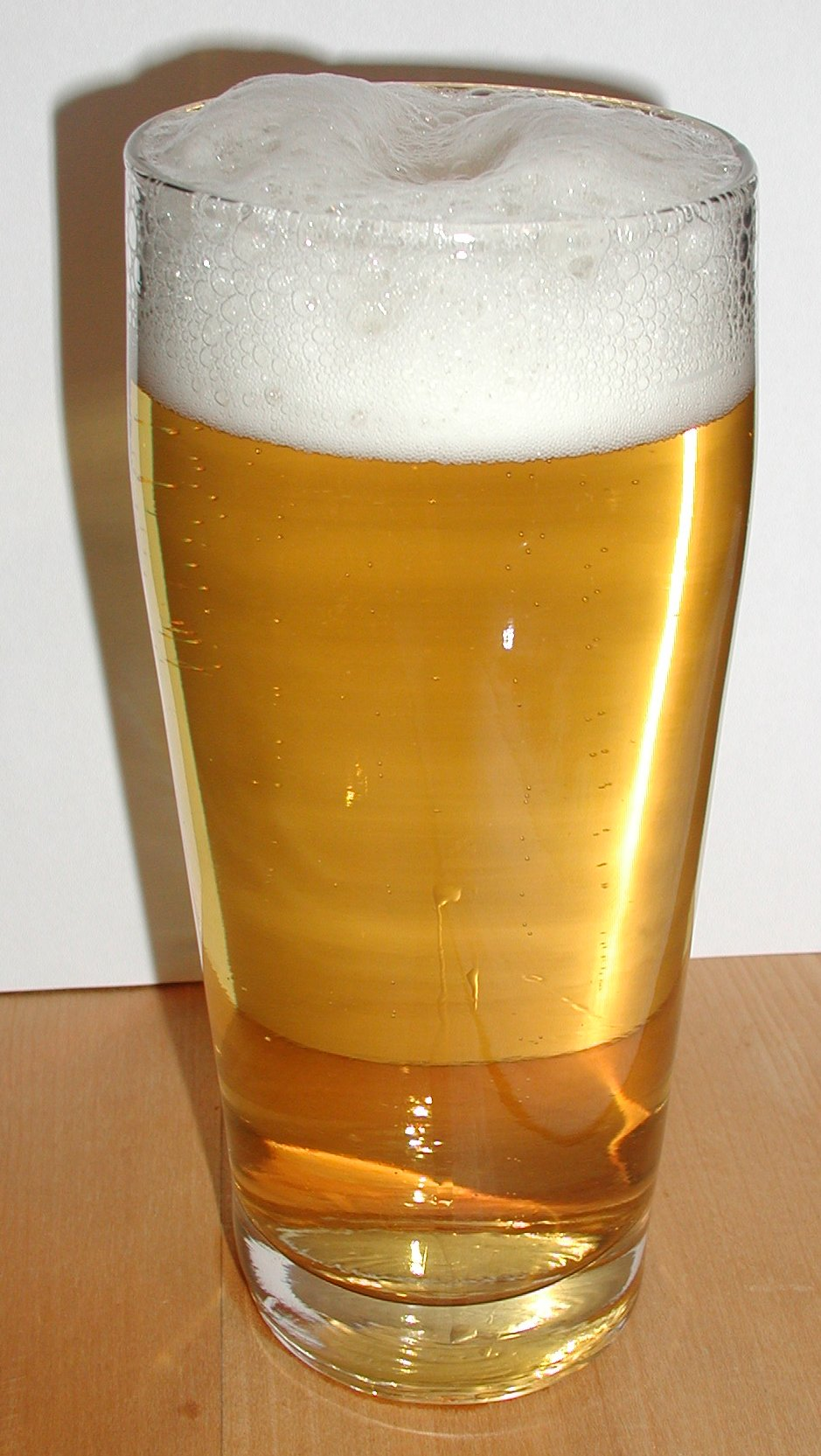
Uma típica cerveja helles da Baviera.

A "Helles" ou "hell" é uma pale lager tradicional alemã, produzida principalmente no sul da Alemanha, especialmente em Munique. A palavra alemã hell pode ser traduzida como "brilhante", "leve" ou "pálida". Em 1894, a cervejaria Spaten, em Munique, notou o sucesso comercial das pale lagers pilsen e Dortmunder Export; a Spaten utilizou os métodos que Sedlmayr havia trazido de casa mais de 50 anos antes para produzir sua própria pale lager, que chamou de helles para distingui-la das Dunkelbier ou dunkles Bier ("cervejas escuras") mais escuras e doces daquela região. Inicialmente, outras cervejarias de Munique relutaram em fabricar cervejas pale, mas, à medida que a popularidade das cervejas pale crescia, outras cervejarias de Munique e da Baviera começaram gradualmente a fabricar pale lagers usando o nome hell ou Pils.
As pale lagers denominadas helles, hell, Pils ou gold continuam populares em Munique e na Baviera, com uma inclinação local para usar baixos níveis de lúpulo e um teor alcoólico na faixa de 4,7% a 5,4%. 4%; as cervejarias de Munique que produzem essas pale lagers incluem a Löwenbräu, a Staatliches Hofbräuhaus em Munique, a Augustiner-Bräu, a Paulaner e a Hacker-Pschorr, sendo que a Spaten-Franziskaner-Bräu produz uma pale lager de 5,2% de teor alcoólico chamada Spaten Münchner Hell.

### American lager
A primeira produção conhecida de pale lager nos Estados Unidos foi na seção Old City da Filadélfia, em 1840, por John Wagner, usando levedura de sua terra natal, a Baviera. As lagers americanas modernas ainda são amplamente fabricadas, em um mercado dominado por grandes cervejarias como a Anheuser-Busch e a Molson-Coors (antiga MillerCoors). A leveza do corpo é a norma, tanto intencionalmente quanto pelo fato de permitir o uso de uma alta porcentagem de arroz ou milho menos caros e de corpo leve.

### Australian lager
A cerveja da XXXX, várias marcas da Tooheys, Victoria Bitter (que é classificada como lager), West End, Swan e Foster's Lager são lagers australianas. Uma lager australiana com tonalidade âmbar e sabor levemente amargo, normalmente fabricada com lúpulo Pride of Ringwood ou seus descendentes.

### Cervejadry
O termo "dry beer" ("cerveja seca") variou com o tempo e a região - e ainda varia.
Embora o termo ainda não fosse usado, a primeira dry beer, a Gablinger's Diet Beer, foi lançada em 1967, desenvolvida por Joseph Owades na Rheingold Breweries, no Brooklyn. Owades desenvolveu uma enzima que poderia quebrar ainda mais os amidos, de modo que o produto final contivesse menos carboidratos residuais e tivesse menos calorias.
Um termo de marketing para uma pale lager totalmente atenuada, originalmente usado no Japão pela Asahi Breweries em 1987, "karakuchi" (辛口, "seca"), foi adotado pela cervejaria americana Anheuser-Busch em 1988 como "dry beer" para a marca Michelob, Michelob Dry. A isso se seguiram outras marcas de "dry beer", como a Bud Dry, embora o conceito de marketing não tenha sido considerado um sucesso. Na Austrália, o termo "dry" é usado para cervejas com baixo teor de carboidratos.
Embora todas as lagers sejam atenuadas, na Alemanha, uma pale lager mais fermentada (ou seja, "seca") recebe o nome de Diät-Pils ou Diätbier. "Diet", nesse caso, não se refere a ser "leve" em calorias ou corpo, mas sim ao fato de seus açúcares serem totalmente fermentados em álcool, permitindo que a cerveja seja destinada a diabéticos devido ao seu menor teor de carboidratos. Como os açúcares disponíveis são totalmente fermentados, as cervejas secas geralmente têm um teor alcoólico mais alto, que, se desejado, pode ser reduzido como é feito com as cervejas com baixo teor alcoólico.
Desde as revisões de 2012 da Diätverordnung (Portaria sobre Alimentos Dietéticos), não é mais permitido rotular uma cerveja como "Diät" na Alemanha, mas ela pode ser anunciada como "adequada para diabéticos". Antes dessa mudança, uma Diätbier não podia conter mais do que 7,5 g de carboidratos não fermentados por litro (uma lager típica contém 30-40 g/L), e o teor alcoólico não podia exceder os níveis normais (5%).

## Strong lager
As pale lagers que excedem um teor alcoólico de cerca de 5,8% são chamadas de Bock, malt liquor/super strength lager, Oktoberfestbier/Märzen ou European strong lager.

### Bock
A Bock é uma cerveja forte que tem origem na cidade hanseática de Einbeck, na Alemanha. O nome é uma mudança linguística do nome da cidade cervejeira alemã medieval de Einbeck, mas também significa "bode" (Buck) em alemão. As Bocks originais eram cervejas escuras, fabricadas com maltes altamente torrados. As Bocks modernas podem ser escuras, âmbar ou claras. A Bock era tradicionalmente fabricada para ocasiões especiais, geralmente festivais religiosos, como Natal, Páscoa ou Quaresma.

### Malt liquor
"Malt liquor" é um termo americano que se refere a uma cerveja clara forte fabricada com um teor alcoólico anormalmente alto por meio da adição de adjuntos ricos em carboidratos, como milho, arroz e açúcar. No Reino Unido, as bebidas fabricadas de forma semelhante são chamadas de super-strength lager.

### Oktoberfestbier/Märzen

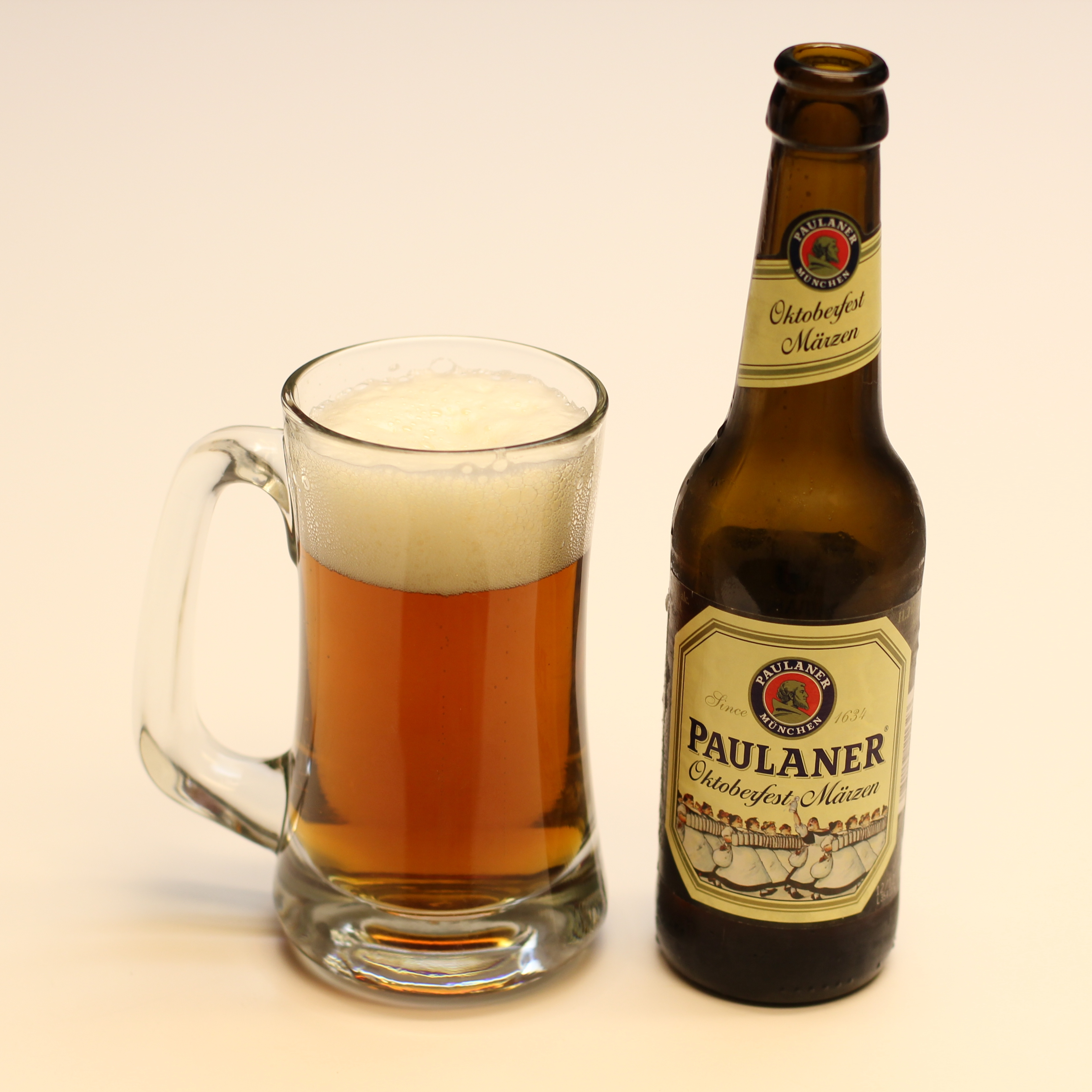
Uma caneca de cerveja Paulaner Oktoberfest.

A Oktoberfest é um festival alemão que data de 1810, e as Oktoberfestbiers são as cervejas servidas no festival desde 1818, e são fornecidas por seis cervejarias: Spaten, Löwenbräu, Augustiner-Bräu, Hofbräu-München, Paulaner e Hacker-Pschorr. Tradicionalmente, as Oktoberfestbiers eram lagers de cerca de 5,5% a 6 % de teor alcoólico chamadas Märzen, fabricadas em março e deixadas para fermentar lentamente durante os meses de verão. Originalmente, eram lagers escuras, mas, a partir de 1872, uma versão forte fabricada em março de uma Vienna lager vermelho-âmbar feita por Josef Sedlmayr se tornou a Oktoberfestbier favorita. Apesar de suas origens, a cor da Märzen - e, portanto, da Oktoberfestbier - tornou-se cada vez mais clara desde o final do século XX, com muitas cervejas da Oktoberfest fabricadas em Munique desde 1990 tendo a cor dourada, embora alguns cervejeiros de Munique ainda produzam versões mais escuras, principalmente para exportação para os Estados Unidos.
A Oktoberfestbier é uma marca registrada das seis grandes cervejarias de Munique, que se autodenominam Club of Munich Brewers. Juntamente com outras cervejas de Munique, ela é protegida pela União Europeia com Indicação Geográfica Protegida (IGP).